# アレクサンドル・ローゼンベルグ
アレクサンドル・ニコラエヴィッチ・ローゼンベルグ (ロシア語: Александр Николаевич Розенберг、1967年10月18日 -)は、未承認国家である沿ドニエストル共和国の政治家であり、同国の首相である。

## 経歴

### 政界入りまで
ローゼンベルグはウクライナ・ソビエト社会主義共和国のラディージンにユダヤ人として生まれた。その後はグレゴリオポリに移り住み、そこで大学を卒業した後に電気工事士として働き始めた。
2012年には首都ティラスポリでパン屋を開業した。

### 政治家として
ローゼンベルグは前任者エヒミー・コバルに代わって農業・天然資源大臣に任命され、2022年1月20日に就任した。
2022年5月26日に首相であるアレクサンドル・ルマティノフが辞任を表明すると、首相に任命され、5月30日に正式に首相に就任した。

## 人物
- 自身がユダヤ人だということもあって、ティラスポリでホロコースト追悼式典が開かれた際には出席している[1]。